# Jardim de João Chagas
O Jardim de João Chagas — popularmente conhecido como Jardim da Cordoaria — localiza-se no Campo dos Mártires da Pátria, cidade do Porto, em Portugal.
O jardim encontra-se nas proximidades da Torre dos Clérigos, do Centro Português de Fotografia e do Hospital Geral de Santo António.

## História
O jardim foi fundado pelo Visconde de Vilar d'Allen em 1865. O projecto inicial é da autoria do  paisagista alemão Émile David.
Em 1941, um ciclone alterou muito da aparência deste jardim romântico.
Na sequência das obras de remodelação urbana da Capital Europeia da Cultura Porto 2001 o jardim foi alvo de uma intervenção coordenada pelo arquitecto Camilo Cortesão. Esta obra foi muito contestada por algumas personalidades e associações do Porto pois implicou uma grande modificação do espaço em causa.

## Património
No espaço do jardim estão as esculturas "Rapto de Ganimedes" (1898) de Fernandes de Sá, "Flora" (1904), de António Teixeira Lopes; "Ramalho Ortigão" (1909), de Leopoldo de Almeida; "António Nobre" (1926), de Tomás Costa; e "Treze a rir uns dos outros" (2001), de Juan Muñoz.

## Galeria

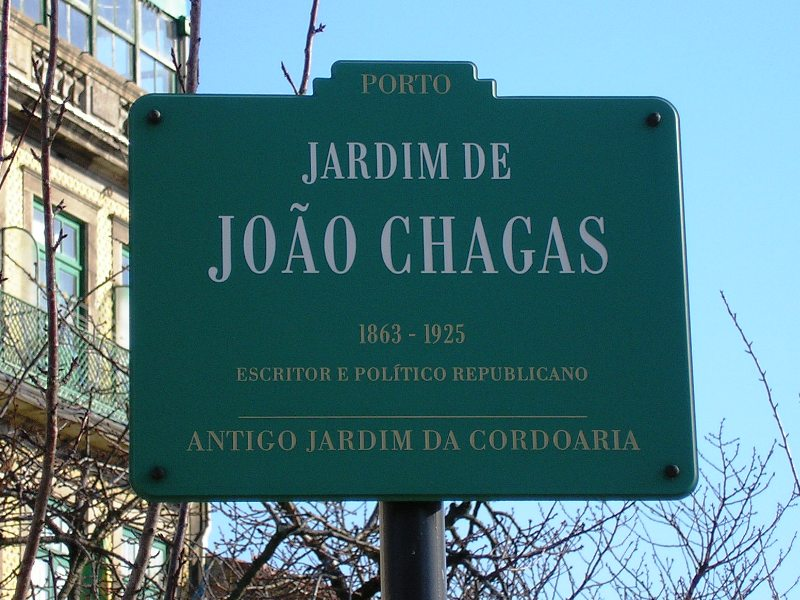
Placa com a designação oficial do jardim.
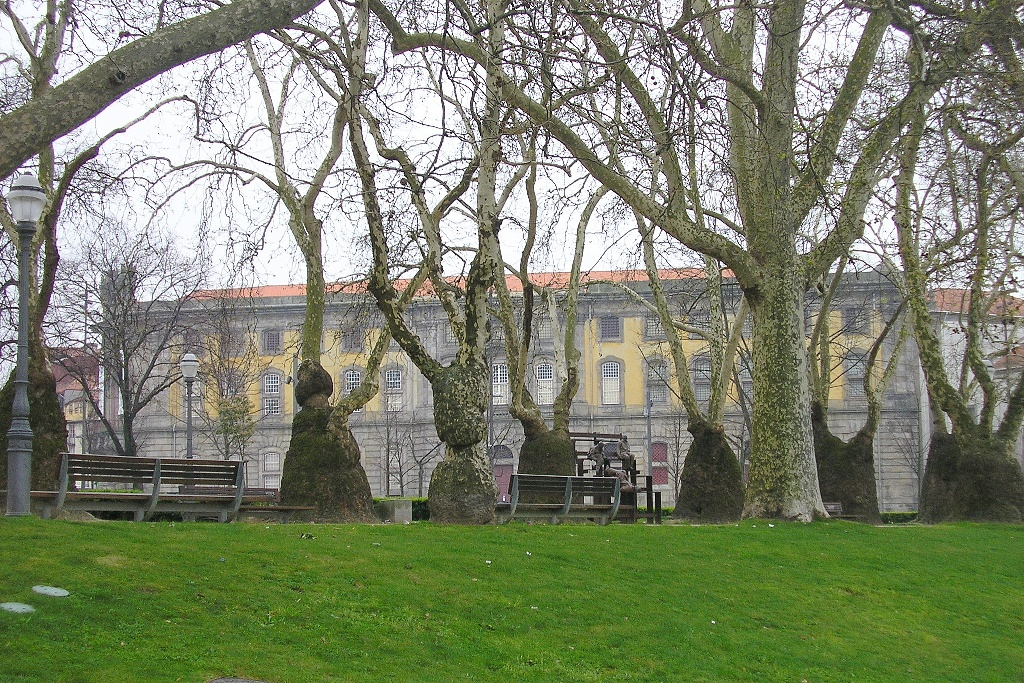
A antiga Cadeia da Relação, ao fundo.
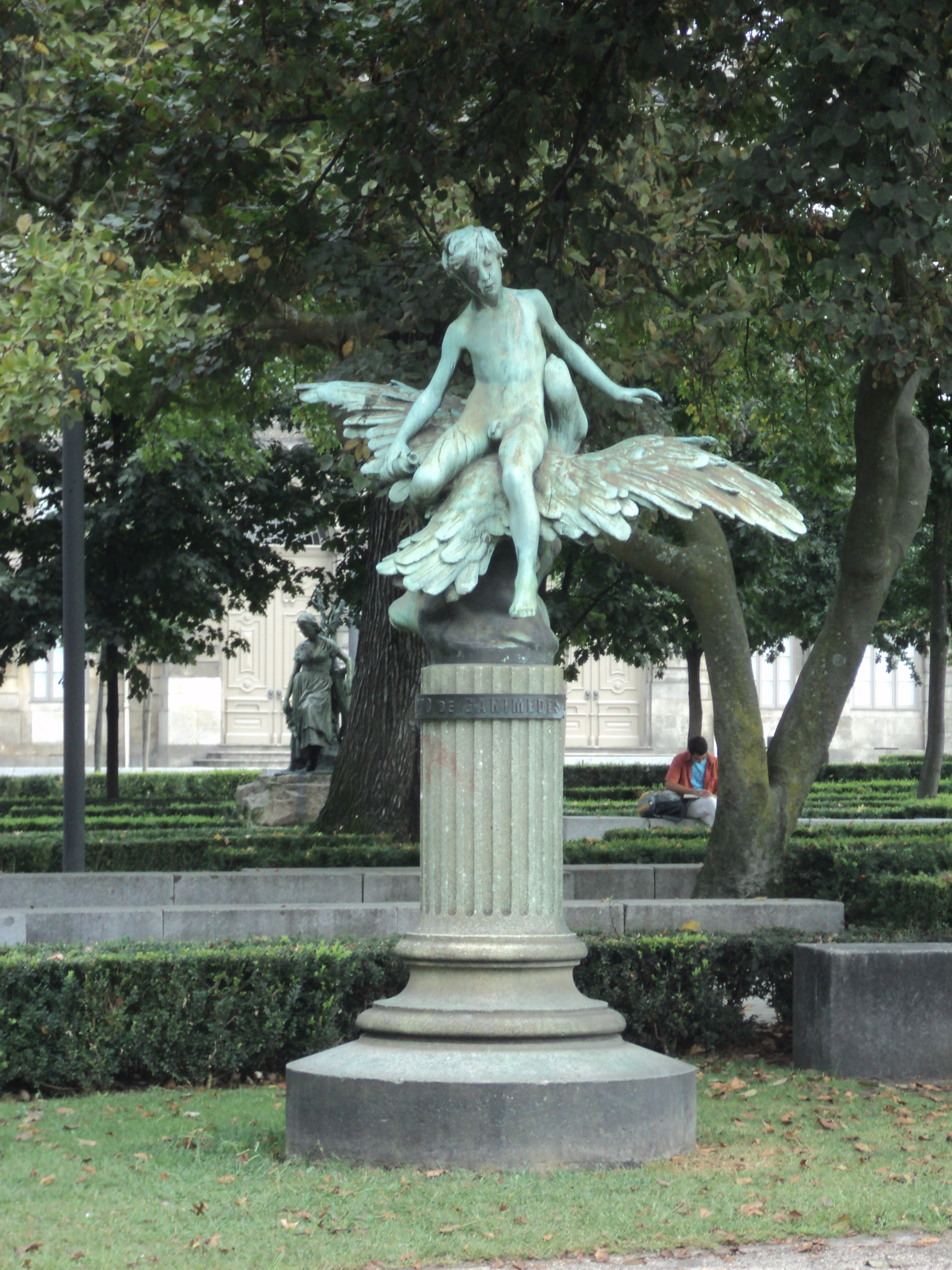
Rapto de Ganimedes do escultor Fernandes de Sá.
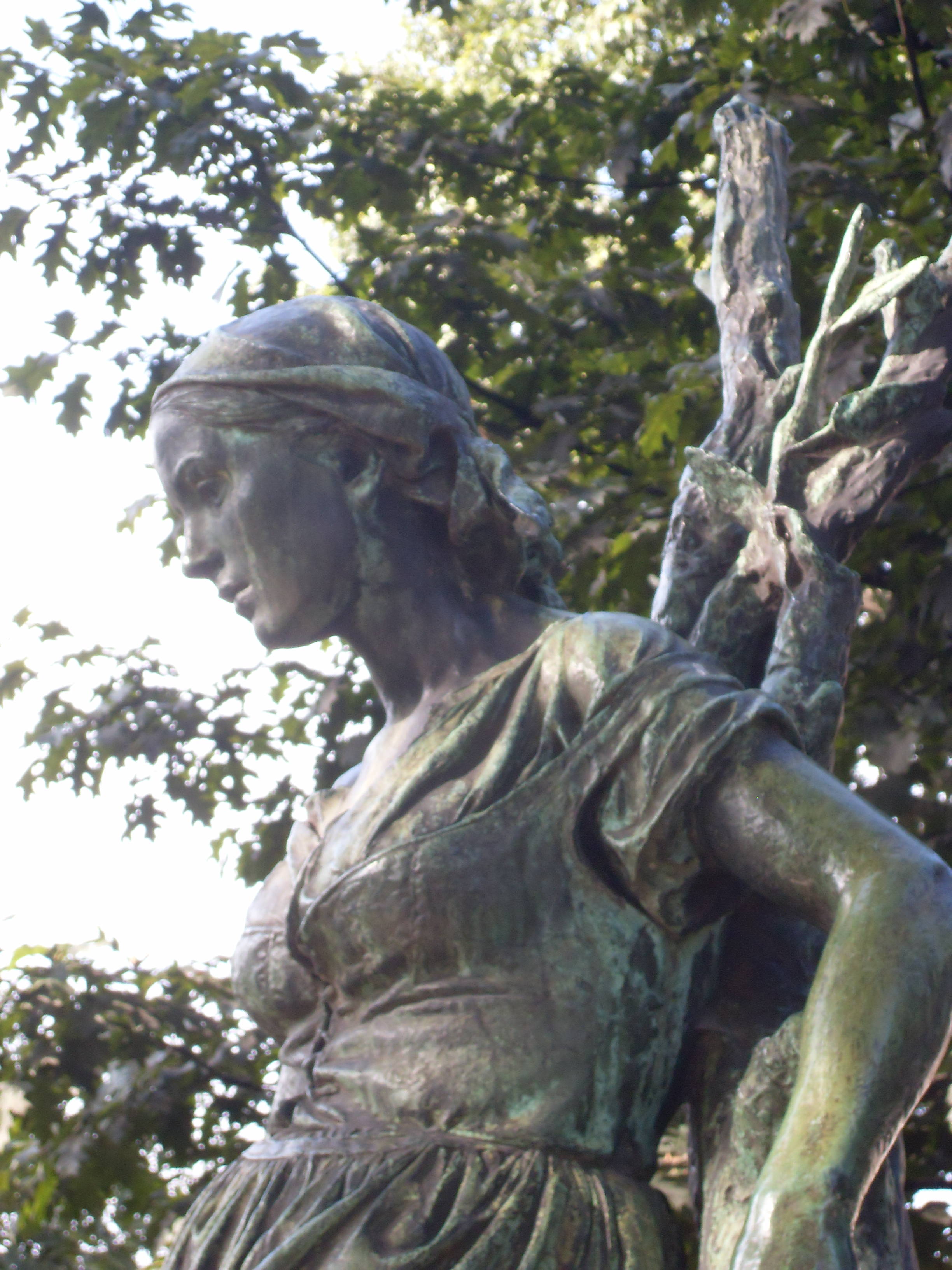
Flora escultura de Teixeira Lopes (filho)
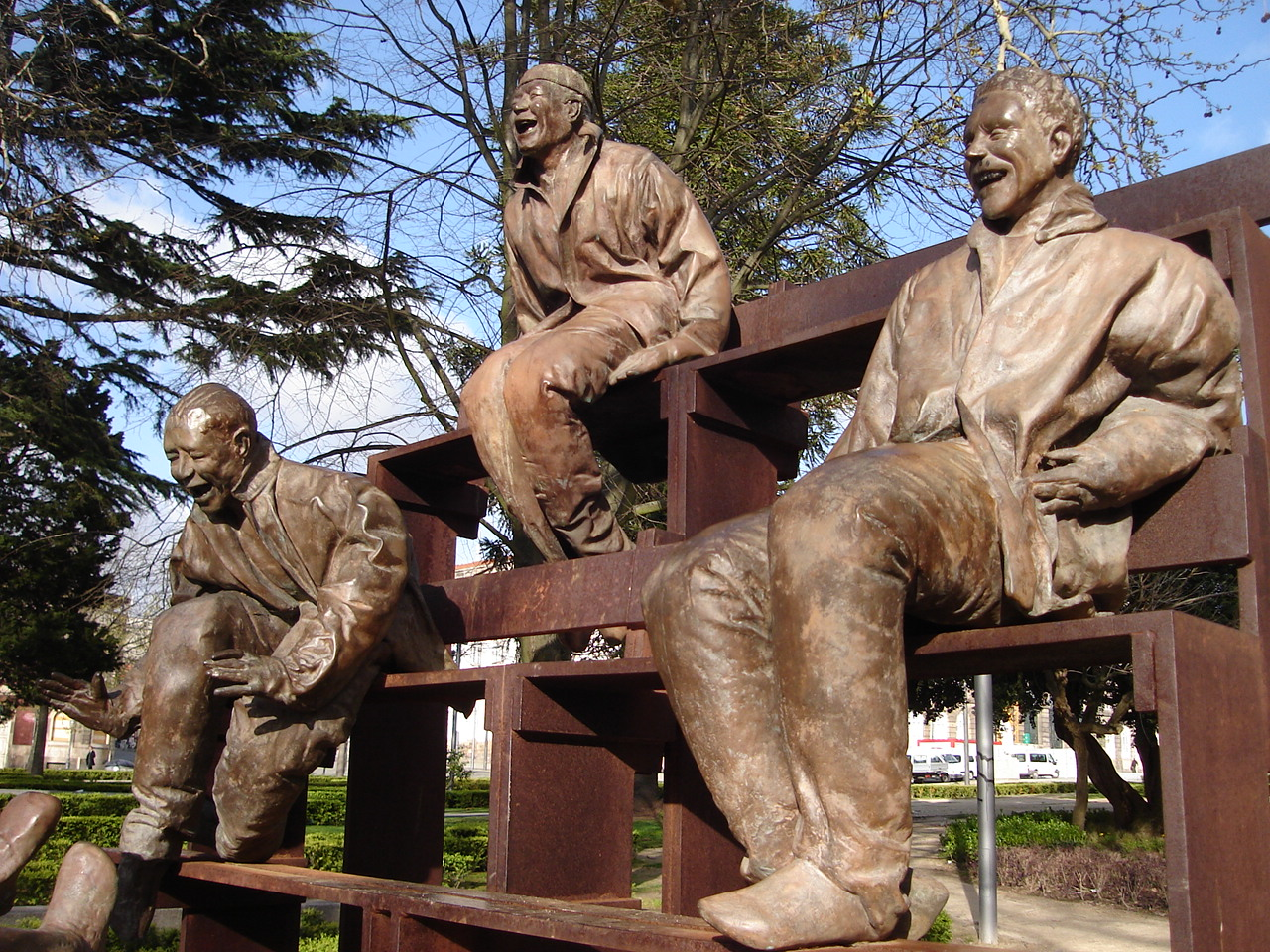
Pormenor do conjunto de esculturas - "Treze a rir uns dos outros" de Juan Muñoz (2001)
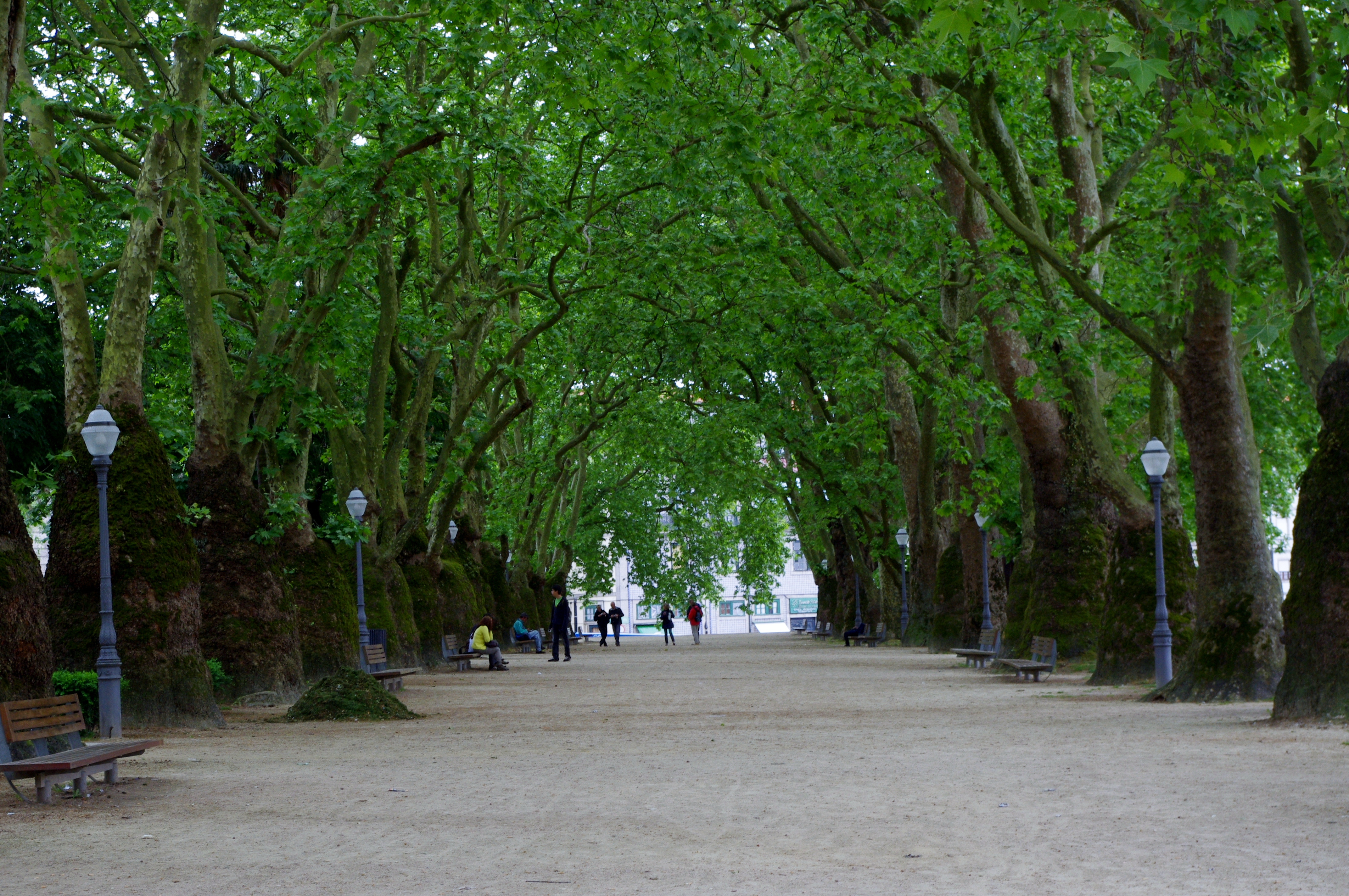
Alameda em frente ao Palácio da Justiça